# Cimetière mennonite des Quelles
Le cimetière mennonite des Quelles est un cimetière privé où sont inhumés des membres de la communauté mennonite installée au XVIIIe siècle dans la principauté de Salm (actuellement commune de La Broque dans le Bas-Rhin).

## Historique
Leurs défunts n'étant autrefois pas admis dans les cimetières chrétiens, les mennonites aménagèrent leurs propres lieux de sépulture. Celui des Quelles avait été implanté dans un terrain privé, aujourd'hui propriété de la commune de La Broque (Bas-Rhin).
Les Quelles, parfois orthographié Les Quevelles ou encore Yquell, est le nom de l'un des nombreux hameaux composant la commune de La Broque. Il a appartenu jusqu'à la Révolution à la principauté de Salm, dont les seigneurs accueillaient volontiers sur leurs terres des mennonites, réputés excellents cultivateurs. Après leur expulsion de France en 1712, plusieurs familles de cette confession sont en effet venues s’installer à Salm et dans les environs, où ils formèrent plusieurs communautés.
Le cimetière mennonite des Quelles est situé à côté de la ferme Beller-Bacher, construite en 1842, qui abrita un temps les cultes de l’assemblée du Salm et des Quelles. En 1976, cette famille a cédé le cimetière pour un franc symbolique à la commune de La Broque, qui se charge désormais de son entretien. Accessible par un escalier depuis le chemin passant devant la ferme, le lieu est entouré d'un mur de pierre et couvre une surface d'environ deux ares. Les défunts y sont inhumés dans le sens de la pente, la tête à l’ouest.

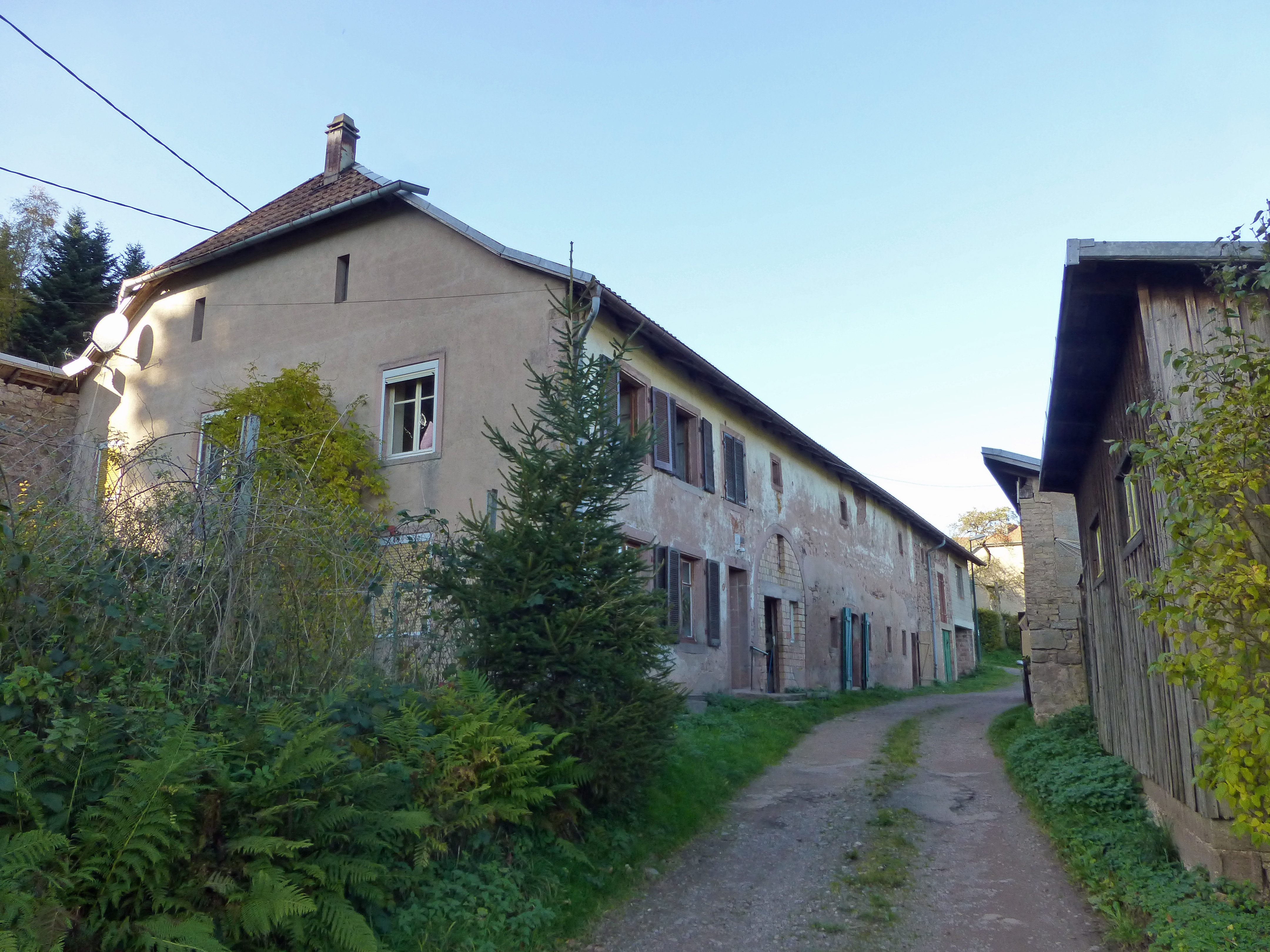
Ancienne ferme Beller-Bacher
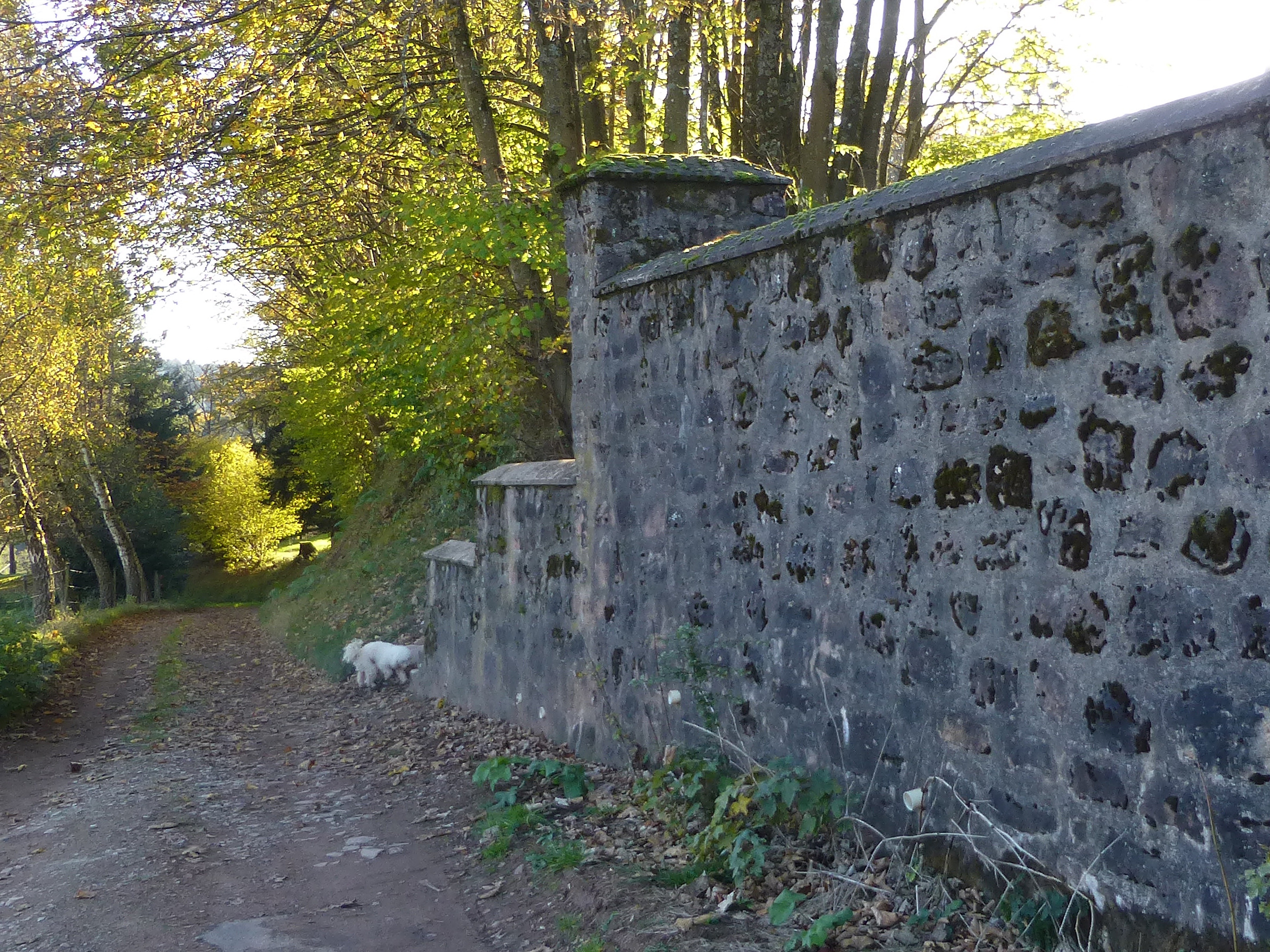
Mur d'enceinte en pierre
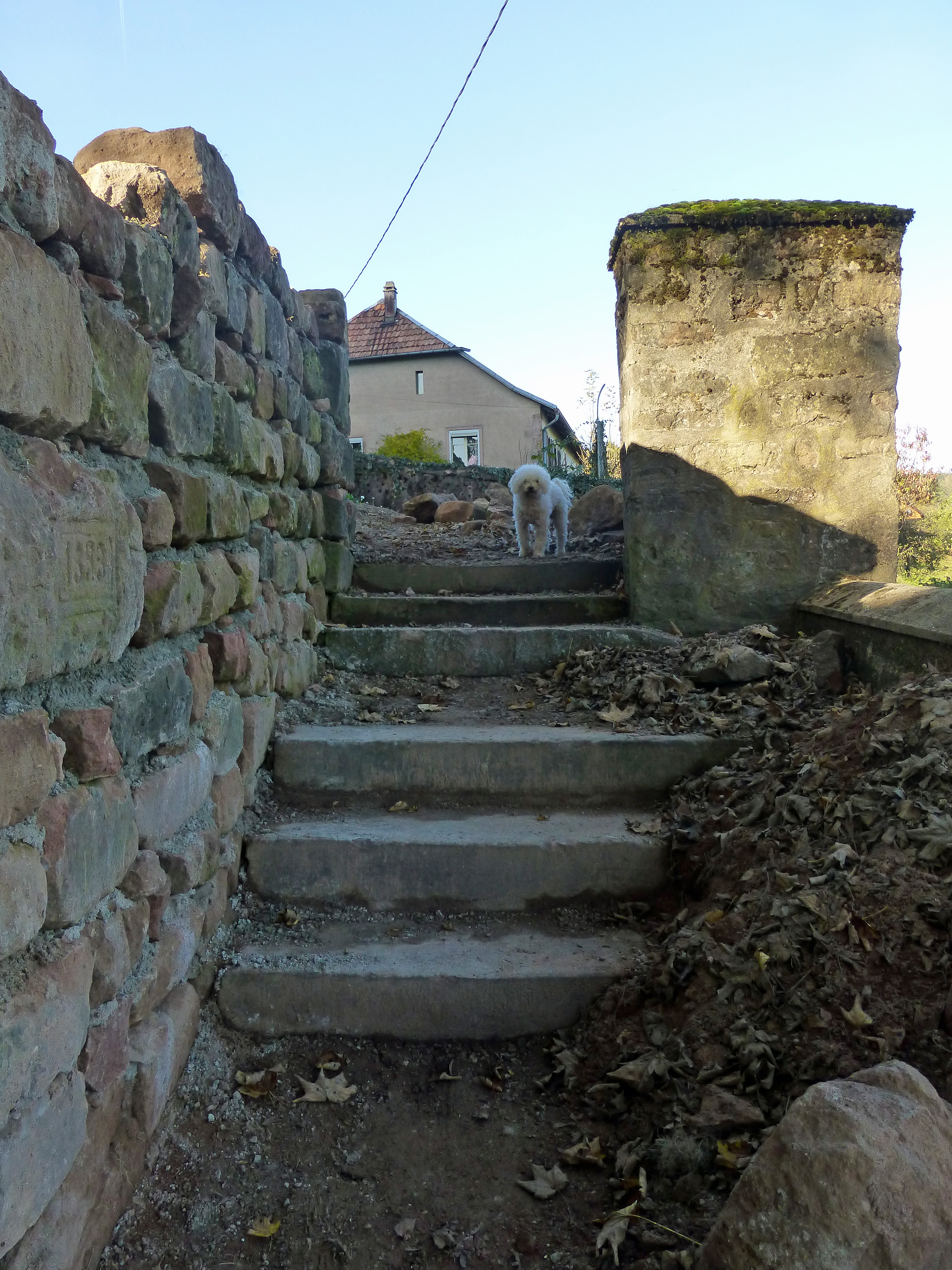
Escalier d'accès

L'histoire de ce lieu de sépulture est mal connue. Il a pu être aménagé d'emblée comme cimetière des habitants de la ferme voisine et de leurs proches, mais a aussi pu être utilisé par l'ensemble des familles mennonites du hameau ou par des personnes qui leur étaient apparentées. En 1888, les anabaptistes-mennonites des Quelles faisaient en effet partie d'un réseau local de vingt familles regroupant environ cent personnes.
Les dates des monuments funéraires qui s'y trouvent aujourd'hui s’étagent du milieu du XIXe siècle à nos jours et le style des monuments funéraires est en rapport avec cette diversité chronologique. D'après les récits des voyageurs, les tombes mennonites ne présentaient pourtant aucune marque extérieure autre qu'un « léger bombement du sol » (Michiels–Jérôme L'Essor 1976 p. 15). Les stèles sculptées encore visibles ne sont donc peut-être que des monuments commémoratifs mis en place et sculptés a posteriori lorsqu'il a semblé aux mennonites devoir se plier à l'usage pratiqué dans les cimetières chrétiens et juifs d'identifier la personne reposant sous terre.

## Typologie des stèles
Les stèles les plus anciennes du cimetière des Quelles forment une série stylistiquement homogène dont les éléments portent des dates allant de 1859 à 1887, à l’exception d’un monument daté de 1837. Les pierres sont faites d'une épaisse plaque de grès rose légèrement enfoncée dans le sol. Elles affectent la forme d’un rectangle qui se poursuit vers le haut par un étranglement et s’évase à nouveau plus haut pour se terminer par une petite surface plane sur le dessus. Ce type de stèle a été qualifié de « bouteille » tandis que les monuments présentant une partie supérieure plus étirée sont dites « à cou ».
La face avant présente une partie, soit quadrangulaire, soit bombée sur la partie supérieure, en léger creux, parfois délimitée par un bourrelet et dans laquelle était placée l’inscription gravée en creux. Des traces de scellement sur certaines stèles montrent que cette partie a été, à un moment ou un autre, munie d’une plaque commémorative.
Deux motifs sculptés en bas-relief ornent cette série de six monuments. Ce sont d’une part un cœur élargi, d’autre part une rosace dont les six branches tracées au compas font penser à une étoile. Ces deux motifs apparaissent très fréquemment dans l’art populaire alsacien des XVIIIe et XIXe siècles, mais sont interprétés dans ces deux cimetières, peu éloignés l’un de l’autre dans un style spécifique, où le motif semble comme étiré en largeur. Il est difficile de savoir quelle signification les anabaptistes-mennonites du XIXe siècle ont donné à ces motifs, qui pourraient avoir simplement faire partie du patrimoine visuel du tailleur de pierre local.

## Stèles mennonites au Musée alsacien

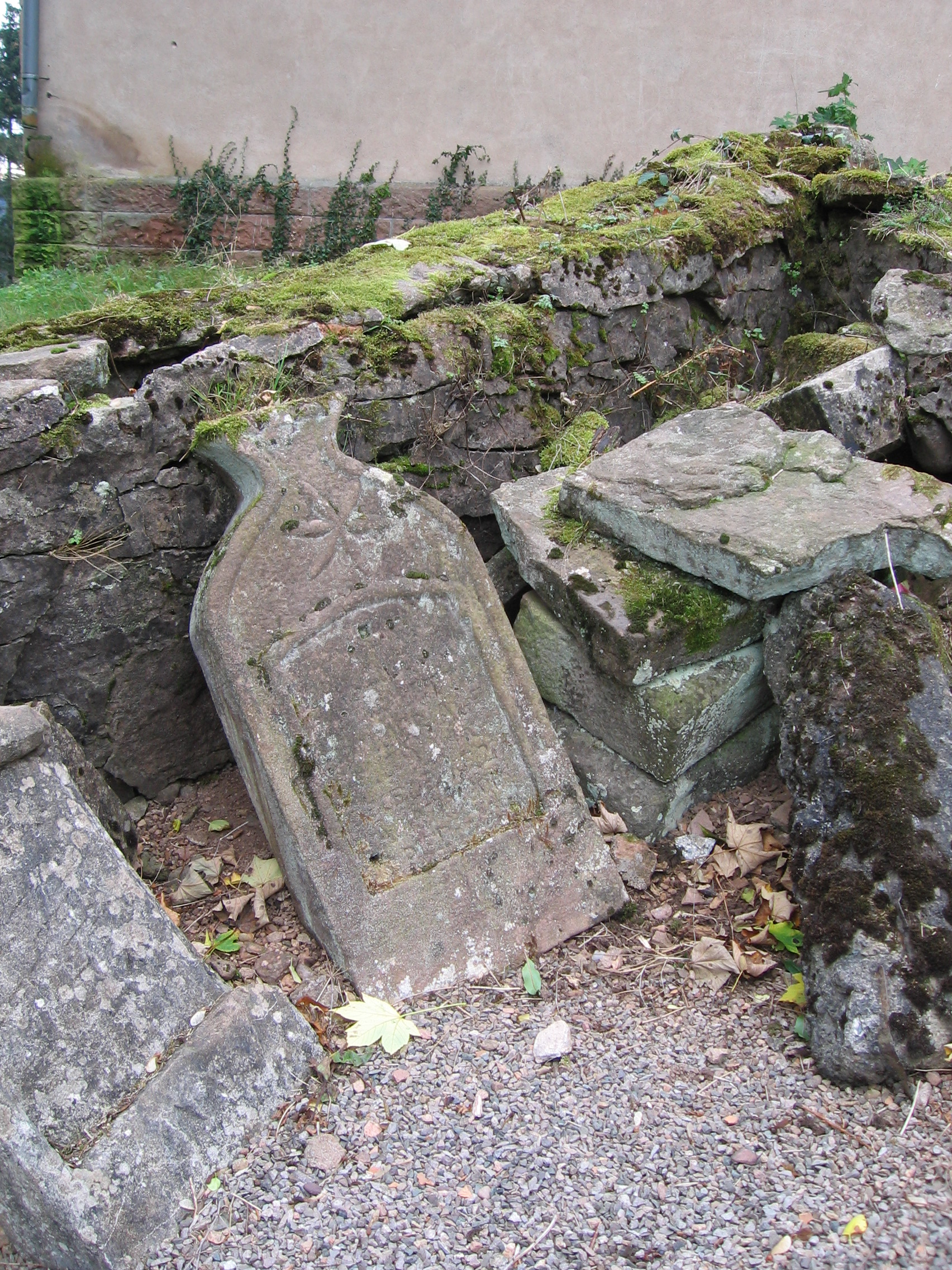
Stèle d’Élisabeth Sommer au cimetière des Quelles (2007)

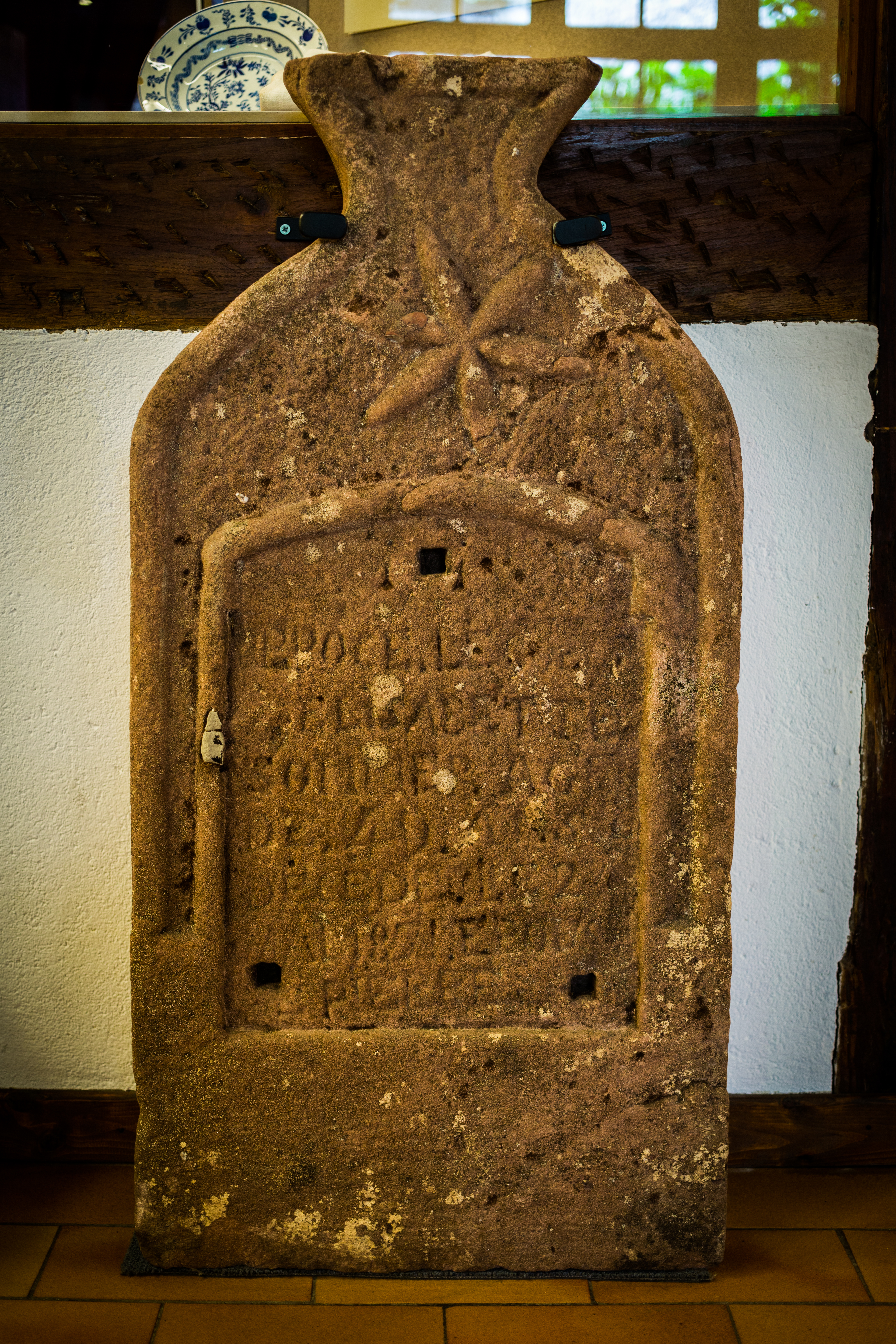
Stèle d’Élisabeth Sommer au Musée alsacien de Strasbourg (2014)

Deux stèles de défunts dont les descendants ont disparu ont été remises en don au Musée alsacien de Strasbourg, où l'une d'elles est exposée en permanence dans la section consacrée au protestantisme. Elle accompagne une vitrine consacrée aux anabaptistes-mennonites d’Alsace, dans laquelle sont présentés des objets conservés par la famille Bacher qui demeure au voisinage du cimetière.
La stèle exposée au Musée est celle d'Elisabeth Sommer, décédée en 1871. Haute d’1 mètre, large de 0,50 m, épaisse de 0,18 m, elle porte l'inscription suivante : ICI/REPOCE LE CŒUR/D ELISABETTE/SOMMER AGE/DE 49 ANS/DECEDE LE 24/MAI 1871 EPOUSE/PIERRE.
Le décor est fait d'une rosace à six pétales faite au compas, dont les pétales écartés les uns des autres évoquent davantage une étoile. Les registres d'état-civil de la Broque montrent que les données mentionnées ne sont pas exactes. Elisabeth Sommer n'avait que 47 ans à sa mort (et non 49 comme indiqué) et elle est décédée un 22 mai (et non le 24). Elle était la fille de Jacques Sommer et de Barbe Roby. Son mari était Pierre Bacher, âgé de 52 ans en 1871, et habitait Bourg-Bruche.
La seconde stèle remise au Musée Alsacien est celle de Joseph Sommer, décédé en 1873. Elle porte l'inscription gravée : ICI/REPOSE JOSEPH/SOMMER DE/SALM DECEDE/LE 4 avril 1873/AGE DE 59 ANS/ EPOU DE MARIE/SCHERICH. À la partie supérieure est sculpté en léger relief un cœur à pointe très dégagée et à lobes élargis.
Le sculpteur qui a réalisé ces stèles funéraires n'était pas très habile et ne connaissait pas bien l'orthographe française. Peut-être pratiquait-il un dialecte bernois, puisque les mennonites de Salm étaient originaires de cette région de Suisse ?